# Sorubimichthys planiceps
Sorubimichthys planiceps és una espècie de peix de la família dels pimelòdids i de l'ordre dels siluriformes.

## Morfologia
- Els mascles poden assolir 150 cm de longitud total.[1][2]

## Alimentació
Menja nècton.

## Hàbitat
És un peix d'aigua dolça i de clima tropical.

## Distribució geogràfica
Es troba a Sud-amèrica: conques dels rius Amazones i Orinoco.

## Costums
És principalment nocturn.